# Franz Huber (1846–1919)
Franz Huber (4. listopadu 1846 Vídeň – 15. ledna 1919 Schwadorf) byl rakouský politik německé národnosti z Dolních Rakous, na počátku 20. století poslanec Říšské rady.

## Biografie
Působil jako majitel hospodářství ve Schwadorfu. Vystudoval národní školu a nižší reálnou školu. Od roku 1861 bydlel ve Schwadorfu na selském statku svého dědečka, který převzal roku 1876. Později zakoupil i cihelnu ve Schwadorfu. Byl zakladatelem schwadorfského skladiště, spoluzakladatelem místní spořitelny. Byl i politicky činný. V letech 1876–1891 byl starostou Schwadorfu a až do roku 1919 zasedal v obecní radě. Byl také členem zemské zemědělské rady, okresního silničního výboru a okresní školní rady.
Zasedal jako poslanec Dolnorakouského zemského sněmu. Zvolen sem byl v roce 1896 coby kandidát Křesťansko sociální strany za kurii venkovských obcí, obvod Bruck a. d. Leitha, Hainburg, Schwechat. Mandát na sněmu obhájil ve volbách roku 1902 a 1909. Zemským poslancem byl do roku 1915.
Působil i jako poslanec Říšské rady (celostátního parlamentu Předlitavska), kam usedl ve volbách roku 1901 za kurii venkovských obcí v Dolních Rakousích, obvod Hietzing, Bruck a. d. Leitha, Mödling atd. Mandát obhájil i ve volbách roku 1907, konaných poprvé podle všeobecného a rovného volebního práva. Uspěl v obvodu Dolní Rakousy 52. Ve volebním období 1901–1907 se uvádí jako Franz Huber, zemský poslanec a majitel hospodářství.
Ve volbách roku 1901 uvádí jako kandidát Křesťansko sociální strany. Stejně tak po volbách roku 1907 zasedl do poslaneckého klubu Křesťansko-sociální sjednocení.